# La gang della spider rossa
La gang della spider rossa (No Deposit, No Return) è un film del 1976 diretto da Norman Tokar.
Il film è ispirato ai racconti di O. Henry Il riscatto di Capo Rosso e A Retrieved Reformation.

## Trama
Due fratellini, Tracy e Jay, apprendono con disappunto che non potranno trascorrere le vacanze pasquali assieme alla loro madre Carolyn. La donna, direttrice di una rivista di moda, dovrà infatti trattenersi a Hong Kong per motivi di lavoro e i due bambini saranno ospiti a Los Angeles del loro nonno paterno, il miliardario J.W. Osborne. Quest'ultimo, in realtà, non è entusiasta di dover ospitare i due bambini della cui vivacità ha un pessimo ricordo. Anche i due bambini, dal canto loro, non desiderano trascorrere le vacanze col nonno e progettano di raggiungere in aereo la madre a Hong Kong.
Durante il viaggio in aereo, Jay si accorge che ha perso la sua puzzola addomesticata, Spazzola. Nel fuggi fuggi generale provocato da questa all'aeroporto, il signor Jamieson, leale maggiordomo di Osborne, non riesce a incontrare i bambini, che se la svignano in taxi. Nello stesso tempo, all'aeroporto, gli scassinatori e ladri Duke e Bert tentano un colpo ad una cassaforte; tuttavia, dopo essere riusciti ad aprirla, Bert accidentalmente la richiude. Non avendo più tempo, fuggono fuori, solo per scoprire che la loro auto parcheggiata in divieto di sosta è stata rimossa. Si gettano allora in un taxi, nel quale sono appena saliti Tracy e Jay.
Giunti a casa, Duke e Bert trovano il gangster Big Joe, col quale hanno contratto un grosso debito che non riescono a ripagare perché l'attività della loro officina non stava dando i frutti sperati. Big Joe dà loro 72 ore di tempo per saldare il debito se non vogliono avere spiacevoli conseguenze. Duke, che ha presentato Tracy e Jay come i suoi nipoti di Buffalo, concede loro di passare la notte nel suo alloggio. Osborne, che a loro insaputa non li ha perduti d'occhio dopo che sono scesi dal taxi, li lascia dove sono poiché non sembrano correre un immediato pericolo.
Il giorno dopo, Tracy escogita un piano per raggiungere sua madre a Hong Kong e contemporaneamente aiutare i suoi nuovi amici: spedisce a suo nonno una falsa richiesta di riscatto, chiedendo 100 000 dollari entro le 16 dello stesso giorno. Duke e Bert, nella necessità di ripagare Big Joe, stanno al gioco, ma non ottengono nulla poiché Osborne ha intuito lo stratagemma.
Tracy non si arrende e fa una telefonata alla polizia fingendo di essere stata rapita. Il caso viene assegnato al sergente Turner, un poliziotto che si è votato all'arresto dello scassinatore dell'aeroporto, che dal modo magistrale con cui ha aperto la cassaforte riconosce come uno a cui aveva dato la caccia in precedenza. Ciò riporta anche in America Carolyn, che pretende da Osborne una spiegazione sulla scomparsa dei figli. Intanto, per Duke e Bert il tempo fugge: dopo diverse negoziazioni, l'entità del riscatto si abbassa sempre più, e si organizza un incontro al porto per scambiare il denaro con i bambini. La polizia spera di catturare i rapitori, ma è completamente all'oscuro del fatto che Osborne sa dove si trovano i suoi nipoti. Big Joe, avendo intuito il piano di Bert e Duke, decide a loro insaputa di prendere in consegna i bambini, chiedendo sotto la minaccia di ucciderli un nuovo riscatto di due milioni di dollari. Tuttavia, lui e il suo tirapiedi vengono neutralizzati dalle trappole sistemate da Jay nell'appartamento, delle quali cade vittima anche Osborne venuto a riprendersi i nipotini; ma Tracy e Jay se ne sono già andati, diretti alla villa del nonno per prelevare dalla sua cassaforte i soldi con i quali pagarsi i biglietti aerei per Hong Kong.
Al porto, intanto, Duke si rende conto che l'incontro è una trappola della polizia e incomincia una folle corsa tra i magazzini. Carolyn riesce a saltare sulla spider rossa che Bert ha avuto in prestito e le viene detto che i suoi figli non sono in pericolo. L'inseguimento finisce con l'auto guidata dal vice di Turner, il detective Longnecker, che finisce in acqua.
Tracy e Jay s'intrufolano non visti nella villa del nonno, ma per nascondersi da Jamieson entrano nella cassaforte che il maggiordomo, vedendo aperta, richiude. Duke, Bert e Carolyn seguono le tracce dei bambini fino alla villa e trovano Jamieson, che dichiara che i bambini non si trovano là. Carolyn non è convinta, e l'avvistamento di Spazzola dimostra la sua teoria. Nessuno di loro conosce la combinazione della cassaforte, e rimane poco tempo prima che l'ossigeno al suo interno si esaurisca: è tempo che Duke utilizzi le sue abilità di scassinatore. Arriva anche il sergente Turner che, dopo aver visto Duke aprire la cassaforte per salvare i bambini, rinuncia ad arrestarlo, dopo aver avuto la garanzia che non farà altri colpi. Osborne ricompensa Duke e Bert e si riconcilia con i nipoti. Duke pensa di rilanciare il suo garage; si ventila una relazione romantica tra Duke e Carolyn.

## Distribuzione
Il film uscì negli Stati Uniti l'11 febbraio 1976, accompagnato da una nuova distribuzione del film d'animazione Dumbo del 1941.

## Accoglienza
Vincent Canby del New York Times criticò il film per la sua "trama senza senso" e per la durata eccessiva, dichiarando che il regista Norman Tokar "non sa quando tagliare. Ad ogni scena e ad ogni gag è assegnato troppo tempo, cosa che va molto male, poiché un paio di spunti sembravano promettenti, specialmente quello in cui un ragazzino cerca di riprendersi la sua puzzola addomesticata dagli operai di un grattacielo in costruzione. Non è proprio Harold Lloyd, ma è sempre meglio che guardare una Volkswagen volante."
Variety definì il film "una storia leggera poco in linea con gli standard attesi per un film Disney, ma che l'etichetta "Disney" può far accettare al mercato dei film per famiglie [...] Niven mostra la sua solita verve nella commedia leggera, e i ruoli di McGavin e Knotts sono ben assegnati." Charles Champlin del Los Angeles Times descrisse il film come "ordinario ma ben fatto e piacevole" e "il tipo di commedia ben congegnata e disimpegnata che lo studio realizzerebbe anche dormendo. Ma ciò nondimeno è da lodare, poiché nessun altro sembra in grado di farlo con successo, da sveglio o da addormentato."
Gary Arnold del Washington Post definì il film "sicuramente un'opera d'intrattenimento di consumo, non particolarmente distinta, scritta e diretta in un modo manieristico che non tradisce passione nel girato, nella narrazione o persino nella rappresentazione del comportamento dei più giovani e nella vita famigliare [...] è difficile decidere quale elemento sia meno plausibile e attraente, le azioni compiute dai bambini per tessere questa trama scalcagnata oppure quelle dei personaggi adulti per dare esito alle gag".
David McGillivray di The Monthly Film Bulletin scrisse che il film "decolla con un inizio divertente ma si trova presto sul ghiaccio sottile quando si vuol far credere che qualcuno (in particolare qualcuno in un film Disney) possa vedere i suoi nipoti prelevati da due sconosciuti senza agire di conseguenza. Per di più, la trama è ingarbugliata dalla presenza di ridicoli poliziotti, di due coppie di malviventi e delle avventure di una puzzola addomesticata, e nel momento in cui i bambini si trovano sigillati in una cassaforte a chiusura ermetica, il concetto originale del film ("le disavventure di due bambini che simulano il proprio rapimento per ottenere il riscatto") è ormai svanito del tutto."